# 밀양도서관
밀양도서관은 경상남도 밀양시 소재의 도서관이다.

## 연혁
- 1973. 06. 11. 밀양 군립 도서관 개관
- 1989. 01. 01. 밀양 시립 도서관으로 개칭(시 승격에 따라)
- 1991. 03. 26. 밀양 도서관으로 개칭(1991.3.25 조례 개정)
- 1998. 04. 01. 도서관 청사 이전 개관
- 1999. 03. 09. 도서대출 전산화 실시(바코드 시스템 도입)
- 2001. 02. 19. 경상남도 평생학습관 지정
- 2001. 02. 23. 공공도서관표준자료관리시스템(KOLASII) 설치
- 2002. 04. 12. 디지털자료실 개실
- 2010. 10. 07. 도서관청사 삼랑진읍 이전 신축개관